# مارسلو کوستا
مارسلو کوستا (به پرتغالی: Marcelo Pereira da Costa) هافبک اهل برزیل است که در شهر  کمپیناس و در تاریخ ۲۴ ژوئیهٔ ۱۹۸۰ به دنیا آمده‌است.
مارسلو کوستا در تیم‌های فوتبال Juventude سابقهٔ حضور دارد.